# Hans Henken
Hans Henken (4 de junho de 1992) é um velejador estadunidense.

## Carreira
Irmão do atleta olímpico de skiff Paris Henken, ele é atualmente membro da Seleção Nacional de Vela dos Estados Unidos e também é controlador de voo da Equipe SailGP. Ele conseguiu o ouro nos Jogos Pan-Americanos de 2023. Nos Jogos Olímpicos de Verão de 2024, conquistou a medalha de bronze na classe 49er, ao lado de Ian Barrows.